# Teagueia phasmida
Teagueia phasmida är en orkidéart som först beskrevs av Carlyle August Luer och Rodrigo Escobar, och fick sitt nu gällande namn av Olaf Gruss och Manfred Wolff. Teagueia phasmida ingår i släktet Teagueia och familjen orkidéer. Inga underarter finns listade i Catalogue of Life.